# Jaan Tõnisson
Jaan Tõnisson (ur. 22 grudnia 1868 w Fellinie, zm. prawdopodobnie w lipcu 1941 w Tallinnie) – estoński polityk, dwukrotny premier Estonii i dwukrotna głowa państwa estońskiego (Riigivanem, Starszy Państwa; w latach 1927–1928 i 1933). Przed powstaniem niepodległej Estonii jedna z czołowych postaci estońskiego ruchu narodowego. Twórca pierwszych estońskich partii politycznych, o profilu demokratyczno-liberalnym. 

## Życiorys
Był synem właściciela chutoru. Ukończył studia prawnicze na uniwersytecie w Dorpacie, gdzie był przewodniczącym Towarzystwa Studentów Estońskich. Pracował następnie jako urzędnik sądowy i jako dziennikarz pisma „Postimees”. W 1896 r. trzej estońscy działacze narodowi Villem Reinman, Hendrik Koppel oraz Oskar Kallas zaproponowali mu objęcie stanowiska redaktora naczelnego w piśmie. Tõnisson skupił wokół siebie grupę estońskich inteligentów i twórców, której działalność wkrótce zaczęto określać jako „tartuski renesans”.
Tõnisson jako publicysta stawiał sobie za cel umacnianie tożsamości narodowej Estończyków w kontrze zarówno do germanizacji, jak i rusyfikacji, mobilizował Estończyków do walki z ekonomiczną dominacją Niemców w guberni estońskiej. Swoje teksty kierował do inteligencji, zamożnego chłopstwa oraz do mieszczaństwa. Uważał, iż naród jest jednorodną grupą interesów, natomiast coraz popularniejsze w Estonii idee marksistowskie były obcym, niepasującym do tutejszych realiów konceptem.
W 1902 r. został radnym miejskim w Dorpacie. W tym samym roku utworzył Estońskie Towarzystwo Oszczędnościowo-Pożyczkowe.

### Rewolucja 1905 r.
Podczas rewolucji 1905–1906 r. środowisko skupione wokół Tõnissona domagało się od władz carskich wprowadzenia powszechnego prawa wyborczego, przeprowadzenia ograniczonej reformy rolnej i uznania języka estońskiego za urzędowy w sądach, szkołach ludowych i organach gminnych w guberni estońskiej. W listopadzie 1905 r. Tõnisson założył pierwszą w historii estońską partię polityczną, Estońską Ludową Partię Postępowców, programowo bliską partii kadetów, głoszącą potrzebę przekształcenia samodzierżawia w monarchię konstytucyjną, uznania praw narodowych Estończyków i parcelacji ziem państwowych i kościelnych. Również w listopadzie 1905 r. Tõnisson zwołał w Dorpacie Ogólnoestońskie Zgromadzenie Delegatów Ludowych, jednak zjazd przedstawicieli miast, gmin i estońskich organizacji narodowych podzielił się na dwa obozy jeszcze przed rozpoczęciem właściwych obrad. Zgromadzeni wybrali bowiem na przewodniczącego nie inicjatora zjazdu, a bardziej radykalnego w poglądach Jaana Teemanta, adwokata i publicystę z Rewla. Umiarkowani zwolennicy Tõnissona na swoim zjeździe uchwalili deklarację, w której żądali przekształcenia Rosji w monarchię konstytucyjną, parcelacji ziemi państwowej, ograniczenia przywilejów Niemców bałtyckich i zmian granic guberni estońskiej tak, by objęła ona całe terytorium zamieszkiwane przez Estończyków. 
W końcu 1905 r. w Estonii doszło do gwałtownych rozruchów na wsi oraz masowych strajków robotniczych; władze rosyjskie wprowadziły stan wojenny i przeprowadziły szereg ekspedycji karnych. Do ich przerwania przyczynił się telegram 33 działaczy estońskich na czele z Tõnissonem, piętnujący okrucieństwo pacyfikacji, opublikowany w prasie rosyjskiej. Chociaż główny autor został zmuszony do stwierdzenia, że nie wszystkie fakty, jakie przytoczył, były sprawdzone, ekspedycje karne zawieszono. Został wybrany na deputowanego do Dumy, co nie przeszkodziło władzom rosyjskim zmusić go do rezygnacji z pracy w "Postimees". W 1908 r. został skazany na trzy miesiące więzienia za swoje protesty przeciwko ekspedycjom karnym.

### Okres I wojny światowej i rewolucji w Rosji
Po wybuchu I wojny światowej działacz stanął na czele Komitetu Północno-Bałtyckiego, który kontynuował działania na rzecz konsolidacji Estończyków, a także organizował zaopatrzenie armii rosyjskiej w żywność i opiekę nad uchodźcami z terenów objętych działaniami wojennymi. Proponował utworzenie w armii rosyjskiej pułków estońskich, na wzór formacji strzelców łotewskich, jednak jego projekty pozostały niezrealizowane. 
W kwietniu 1917 r., w atmosferze ogólnego ożywienia politycznego, jakie nastąpiło po rewolucji lutowej i  przekształcił swoją dawną partię w Estońską Partię Demokratyczną. Opowiadał się za podjęciem starań o utworzenie niepodległego państwa estońskiego, argumentując, że podobnie korzystna dla Estończyków sytuacja międzynarodowa może nie nastąpić już nigdy. W wyborach do Konstytuanty w Estonii jego Blok Demokratyczny zajął drugie miejsce, uzyskując 29% głosów (40% padło na listę bolszewików). Chociaż przed 1917 r. był najbardziej wpływowym politykiem estońskim, jego umiarkowane, liberalne poglądy okazały się podczas rewolucji mniej popularne niż poglądy radykalne.
W listopadzie 1917 r. ponownie opowiedział się za pełną niepodległością Estonii. Krótko potem kontrolę nad Tallinnem przejęli bolszewicy, którzy aresztowali Tõnissona, a następnie zmusili go do wyjazdu z Estonii. Polityk udał się do Szwecji i tam kierował zagranicznym przedstawicielstwem estońskim. Starał się o poparcie mocarstw dla sprawy niepodległości Estonii. 

### W niepodległej Estonii

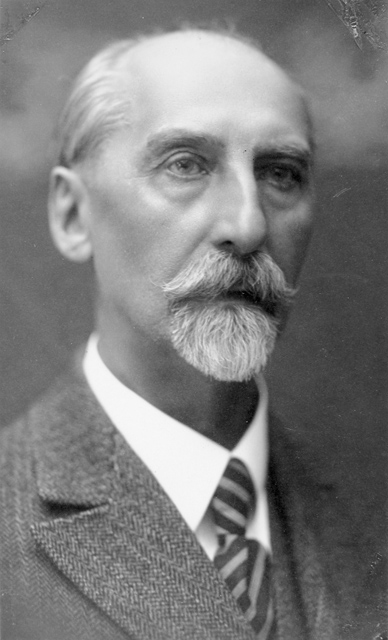
Jaan Tõnisson w latach 30.

Powrócił do Estonii po tym, gdy państwo to obroniło niepodległość w wojnie z Rosją radziecką. Od 1919 stał na czele Estońskiej Partii Ludowej, głoszącej program umiarkowanie liberalny i narodowy, pozyskującej wyborców głównie spośród chłopów, mieszczan i inteligencji. W latach 1919–1920 był premierem Estonii, natomiast w latach 1923–1925 pełnił funkcję przewodniczącego parlamentu. Do 1935 r. pozostawał również redaktorem naczelnym "Postimees", utrzymując znaczący wpływ na część opinii publicznej.
Od 1927 do 1928 był głową państwa (dosł. Starszym Państwa, est. Riigivanem). W latach 1930–1932 pełnił w kilku kolejnych rządach funkcję ministra spraw zagranicznych. W 1933 r. został ponownie Starszym Państwa. W atmosferze narastających konfliktów politycznych o kształt nowej konstytucji, kryzysu gospodarczego i upadającego autorytetu rządu w sierpniu 1933 r. wprowadził w Estonii stan wojenny, co oznaczało wprowadzenie cenzury prewencyjnej, zawieszenie niektórych swobód obywatelskich i likwidację części organizacji. Wśród nich był antydemokratyczny ruch wabsów, równocześnie jednak Tõnisson poddał pod głosowanie w parlamencie opracowany przez nich projekt konstytucji znacząco poszerzający uprawnienia głowy państwa. Został on przyjęty, a następnie w październiku 1933 r. potwierdzony w referendum. Po referendum rząd podał się do dymisji.
W 1934 w obliczu dalszego wzrostu popularności wabsów, lider Związku Agrariuszy Konstantin Päts oraz gen. Johan Laidoner wspólnie przeprowadził zamach stanu i rozpoczęli wspólne sprawowanie rządów autorytarnych (tzw. epoka milczenia). Tõnisson został odsunięty od czynnej polityki, obłożony zakazem publicznych wystąpień i publikowania tekstów. W 1936 czterej dawni Starsi Państwa: Tõnisson, Jaan Teemant, Ants Piip i Juhan Kukk) wystosowali list otwarty do Pätsa i Laidonera, domagając się powrotu do demokratycznych zasad sprawowania władzy, jednak ich wystąpienie zostało zignorowane. W 1938 r. Tõnisson otrzymał zgodę na start w wyborach parlamentarnych, ale po uzyskaniu mandatu nie odgrywał w parlamencie większej roli.  W latach 1935–1939 był profesorem na Uniwersytecie w Tartu. Odznaczony Orderem Gwiazdy Białej I klasy oraz Orderem Krzyża Wolności
Po tym, gdy 16 czerwca 1940 rząd Estonii otrzymał radzieckie ultimatum, zawierające żądanie zmiany rządu i zgody na wprowadzenie Armii Czerwonej, Tõnisson domagał się stawienia agresorom symbolicznego oporu. Prezydent Konstantin Päts postąpił inaczej, przyjmując ultimatum, zaś gen. Laidoner podpisał zgodę na oddanie radzieckim siłom zbrojnym kontroli nad łącznością i siecią kolejową w Estonii (tzw. dyktat narewski). 

### Aresztowanie i śmierć
Jaan Tõnisson został aresztowany przez NKWD w grudniu 1940  i osadzony w więzieniu Patarei w Tallinnie. Był tam przesłuchiwany do kwietnia roku następnego, o jego dalszych losach brak pewnych informacji. Podaje się, iż prawdopodobnie został zamordowany przez NKWD w lipcu 1941 r. Jego miejsce pochówku jest nieznane.